# What Cheer
What Cheer és una població dels Estats Units a l'estat d'Iowa. Segons el cens del 2000 tenia 678 habitants.

## Demografia
Segons el cens del 2000, What Cheer tenia 678 habitants, 307 habitatges, i 182 famílies. La densitat de població era de 216,3 habitants/km².
Dels 307 habitatges en un 22,8% hi vivien nens de menys de 18 anys, en un 46,9% hi vivien parelles casades, en un 9,4% dones solteres, i en un 40,7% no eren unitats familiars. En el 36,2% dels habitatges hi vivien persones soles el 20,2% de les quals corresponia a persones de 65 anys o més que vivien soles. El nombre mitjà de persones vivint en cada habitatge era de 2,21 i el nombre mitjà de persones que vivien en cada família era de 2,9.
Per edats la població es repartia de la següent manera: un 22,7% tenia menys de 18 anys, un 8% entre 18 i 24, un 21,8% entre 25 i 44, un 24% de 45 a 60 i un 23,5% 65 anys o més.
L'edat mediana era de 43 anys. Per cada 100 dones de 18 o més anys hi havia 86,5 homes.
La renda mediana per habitatge era de 27.292 $ i la renda mediana per família de 36.500 $. Els homes tenien una renda mediana de 30.859 $ mentre que les dones 22.917 $. La renda per capita de la població era de 16.613 $. Entorn del 8,6% de les famílies i l'11,2% de la població estaven per davall del llindar de pobresa.

## Poblacions més properes
El següent diagrama mostra les poblacions més properes.